# Daphnée Mpetshi Perricard
Daphnée Mpetshi Perricard (* 21. November 2008) ist eine französische Tennisspielerin.

## Karriere
Mpetshi Perricard tritt bislang hauptsächlich auf dem ITF Junior Circuit, seit der Saison 2023 auch auf der ITF Women’s World Tennis Tour an.
2021 und 2022 nahm sie am Les Petits As teil.
2023 erhielt sie als 14-Jährige vom französischen Verband eine Wildcard für die Qualifikation zum Hauptfeld des Dameneinzels der French Open 2023, wo sie aber in der ersten Runde gegen Kryszina Dsmitruk mit 1:6 und 3:6 verlor.

## Persönliches
Daphnée ist die jüngere Schwester von Giovanni Mpetshi Perricard, der professioneller Tennisspieler auf der ATP Tour ist.